# Островская, Елена Петровна
Еле́на Петро́вна Остро́вская (12 февраля 1948 года, Лиепая, Латвийская ССР, СССР) — советский и российский востоковед, буддолог, санскритолог, специалист в области истории философии, религий и культур стран Азиатско-Тихоокеанского региона, переводчик буддийских и брахманистских текстов. Профессор ЮНЕСКО. Доктор философских наук (1992), заведующая сектором Южной Азии, главный научный сотрудник Института восточных рукописей РАН.

## Биография
В 1976 году с отличием закончила философский факультет ЛГУ.
В 1976—1979-х годах обучалась в аспирантуре ЛГУ, где специализировалась в области истории философии и религий Индии, а также получила углубленную подготовку в санскритологии.
27 декабря 1979 года защитила диссертацию на соискание ученой степени кандидата философских наук на тему «Критический анализ социально-философских воззрений Дж. Кришнамурти».
В 1980 году стала научным сотрудником ЛО ИВ АН СССР.
9 октября 1992 года состоялась защита её диссертации на соискание ученой степени доктора философских наук на тему «Эпистемология поздней синкретической Ньяя-Вайшешики (историко-философское и логико-теоретическое исследование)».
С 1992 года участвовала в плановом исследовательском проекте «Становление буддийской традиции в странах Азиатско-Тихоокеанского бассейна» — как член Буддологической группы в составе СПбФ ИВ РАН (руководитель В. И. Рудой). Помимо этого, была участником следующих инициативных исследовательских проектов, которыми руководил Рудой: «Категории буддийской культуры» (1994—1997 гг.), «Учение об аффектах в индийской классической философии» (1998—2000 гг.). Выступила руководителем инициативного исследовательского проекта «Космос и карма: буддийская космология в философии постканонической Абхидхармы» (1997 г.). С 1993 года является ведущим научным сотрудником СПбФ ИВ РАН. Список основных публикаций Островской (составленный в 2007 году) состоит из 61 наименования, 18 из которых представляют монографии. Благодаря Островской и Рудому были переизданы два дореволюционных руководства к изучению санскрита, вышедшие под обложкой современного учебного пособия для высшей школы «Санскрит». Также Островской написано 11 статей в «Философский словарь школьника». Является участником ряда международных и российских конференций по проблемам истории философии, религии и культур Востока; публиковалась в Индии и Японии.

## Научная деятельность
В последние десятилетия, благодаря вкладу ученых московской и санкт-петербургской (ленинградской) академических школ (последняя представлена именами В. И. Рудого, Е. П. Островской, Т. В. Ермаковой и др.), область буддологических исследований в нашей стране переживает новый период расцвета.
В 80-х годах XX века в СПбФ ИВ РАН был возрожден главный исследовательский проект 1917—1930 годов, которым в то время руководил академик Ф. И. Щербатский, — перевод и исследование «Абхидхармакоши» («Энциклопедии буддийской канонической философии») Васубандху (IV—V вв.). Абхидхарма является третьим, философским, разделом буддийского канона Трипитака. Трактат Васубандху написан на основании этого раздела и состоит из восьми глав. Санскритский оригинал канона Трипитака не сохранился, а вот оригинальный текст трактата Васубандху на санскрите был найден в 1935 году.
Под руководством Рудого работала над данным текстом в качестве переводчика и философа-исследователя. Как отмечает Елена Петровна в своем интервью, данном для журнала «Хора»:
«Валерий Исаевич Рудой явился первым в мире исследователем, решившимся работать с санскритским оригиналом „Абхидхармакоши“. А потом выучил меня и подключил к этому проекту».
Переводческая и исследовательская работа претворилась в публикацию комментированных переводов шести глав трактата Васубандху. Готовится издание двух последних глав, с фрагментами которых можно ознакомиться в виде журнальных публикаций.
Работая в русле идей академика Ф. И. Щербатского над изучением индийских классических религиозно-философских систем, Островская совместно с Рудым обогатила философскую компаративистику новыми методами. В частности, ими разработаны «… принципы полиморфизма, самоистолкования традиций и учёта их специфических характеристик (например, связь индийской философии с религиозной доктриной и практикой йоги), герменевтический анализ, различение исходно-базовой индобуддийской традиции и производных форм буддизма (китайский, тибетский буддизм; проблема рецепции буддизма в странах Дальнего Востока и Южной Азии)».
Как отмечается во введении к сборнику «Буддийский взгляд на мир», методика и конкретные процедуры реконструкции полиморфной структуры буддизма на основе оригинальных философских текстов прошли апробацию в СПбФ ИВ РАН в рамках работы Буддологической группы.

## Труды

### Книги
- Островская Е. П., Рудой В. И. Космос и карма. Введение в буддийскую культуру. — Изд-во СПбКО, 2009. — 548 с. — ISBN 978-5-903983-06-3.
- Островская Е. П., Рудой В. И. Классические буддийские практики. Вступление в Нирвану. — СПб.: Азбука-Классика, Петербургское Востоковедение, 2006. — 320 с. — ISBN 5-85803-294-6.
- Ермакова Т. В., Островская Е. П. Классический буддизм. — СПб.: Азбука-классика; Петербургское Востоковедение, 2004. — 256 с. — ISBN 5-352-00735-9.
- Перевод с санскрита В. Рудого, Е. Островской. Йога Патанджали. — СПб.: Азбука-Классика, 2002. — 576 с. — ISBN 5-352-00121-0.
- Васубандху. Энциклопедия Абхидхармы, или Абхидхармакоша. Раздел III. Лока-нирдеша, или Учение о мире. Раздел IV. Карма-нирдеша, или Учение о карме / Издание подготовили В.И. Рудой, Е.П. Островская. — М., 2002. — 650 с.
- Категории буддийской культуры / Редактор-составитель Островская Е.П.. — СПб.: Петербургское Востоковедение, 2000. — 320 с. — ISBN 5-85803-153-6.
- Васубандху. Учение о карме / Предисловие, перевод с санскрита и комментарии Е. П. Островской и В. И. Рудог. — СПб.: Петербургское Востоковедение, 2000. — 368 с. — ISBN 5-85803-164-1.
- Рудой В.И., Островская Е. П., Ермакова Т. В. Классическая буддийская философия. — СПб.: Лань, 1999. — 544 с. — ISBN 5-8114-0106-X.
- В. И. Рудой, Е. П. Островская, А. Б. Островский, Т. В. Ермакова, Е. А. Островская, П. Д. Ленков. Введение в буддизм / Редактор-составитель В.И. Рудой. — СПб.: Лань, 1999. — 384 с. — ISBN 5-8114-0103-5.
- Островская Е. П., Рудой В. И., Сандулов Ю. А. Санскрит. Учебное пособие для высшей школы. — СПб.: Лань, 1999. — 480 с. — ISBN 5-8114-0105-1.
- Васубандху. Энциклопедия Абхидхармы, или Абхидхармакоша. Раздел I. Дхатунирдеша, или учение о классах элементов. Раздел II. Индриянирдеша, или учение о факторах доминирования в психике / Перевод с санскрита, введение, комментарий и реконструкция системы Е. П. Островской и В. И. Рудого. — М., 1998.
- Рудой В. И., Островская Е. П. Основы буддийского мировоззрения: Индия, Китай: учеб. пособие для гуманит. вузов. — М.: Наука, 1994. — 239 с.
- М. Е. Ермаков, Т. В. Ермакова, М. Е. Кравцова, Е. П. Островская, А. Б. Островский, В. И. Рудой, Е. А. Торчинов. Буддийский взгляд на мир / Редакторы-составители В. И. Рудой, Е. П. Островская.. — СПб.: Андреев и сыновья, 1994. — 462 с. — ISBN 5-87452-056-2.
- Васубандху. Буддийская космология / Перевод с санскрита, введение, комментарий, культурологическое исследование Е.П. Островской, В. И. Рудого. — СПб.: Андреев и сыновь, 1994.
- Классическая йога ("Йога-сутры" Патанджали и "Вьяса-бхашья") / Перевод с санскрита, введение, комментарий и реконструкция системы Е. П. Островской, В. И. Рудого. — М.: ГРВЛ «Наука», 1992. — 261 с. — ISBN 5-02-017601-X.
- Островская Е. П. Эпистемология синкретической Ньяя-Вайшешики (Историко-философское и логико-теоретическое исследование). Автореферат диссертации на соискание ученой степени доктора философских наук // Автореферат диссертации. — СПб., 1992.
- Аннамбхатта. Тарка-санграха (Свод умозрений). Тарка-дипика (Разъяснение к Своду умозрений) / Пер. с санскрита, введение, комментарий и историко-философское исследование Е. П. Островской. — М.: Наука, 1989. — 238 с. — ISBN 5-02-016548-4.
- Островская Е. П. Критический анализ социально-философских воззрений Джидду Кришнамурти / Автореферат диссертации на соискание ученой степени кандидата философских наук по специальности 09.00.03 // История философии. — Ленинград, 1979.

### Статьи
- Островская Е.П. Васубандху. «Абхидхармакоша» («Энциклопедия Абхидхармы»), фрагмент раздела «Джняна-нирдеша» («Учение о знании») / Предисловие, перевод с санскрита и примечания Е.П. Островской // Письменные памятники Востока, , том 15, № 1 (вып. 32), с. 5-16.. — 2018. — Т. 15, № 32. — С. 5—16.
- Ермакова Т. В., Островская Е. П. Вклад советских ученых М. И. Тубянского и А. Д. Симукова в изучение кочевого скотоводства у монголов // Петербургское Востоковедение. — СПб., 2018. — С. 15—20.
- Островская Е.П. Буддийские рукописи в составе Индийского фонда ИВР РАН: история коллекционирования и перспективы исследования // Страны и народы Востока. Вып. XXXV: коллекции, тексты и их «биографии» // Наука — Восточная литература. — М., 2014. — С. 247—274.
- Островская Е.П. Буддийское рукописное историко-документальное наследие северной и северо-западной Индии в составе индийского фонда ИВР РАН // Розенберговский сборник: востоковедные исследования и материалы // Издательство А. Голода. — СПб., 2014. — С. 509—520.
- Островская Е.П. О значении термина bhagavan в составе религиозного титула Будда Бхагаван // Письменные памятники Востока. — 2014. — С. 160—167.
- Островская Е.П. О предмете буддийской философии // Письменные памятники Востока. — 2012. — № 1(16). — С. 97—96.
- Островская Е.П. Ленинградская буддология в начале 1930-х годов // Письменные памятники Востока. — 2010. — № 2(13). — С. 231—246.
- Васубандху. «Абхидхармакоша». Восьмой раздел. «Учение о самадхи» / Перевод с санскрита, комментарий и вступительная статья Е.П. Островской и В.И. Рудого // Письменные памятники Востока. — 2008. — № 2(9). — С. 5—33.
- Островская Е.П., Рудой В.И. Исследования «Абхидхармакоши» Васубандху в Санкт-Петербурге // Россия-Индия: перспективы регионального сотрудничества. — СПб., М., 2000.
- Островская Е.П. Нормативная концепция царской власти, миф и происхождение сословий (варн) и социальной аномии в «Буддийской космологии» Васубандху // Буддизм. Проблемы истории, культуры, современности. — М., 1990. — Т. 1. — С. 120—139.
- Островская Е.П. О месте и роли рационального познания в системе поздней синкретической Ньяя-Вайшешики // Рациональная традиция и современность. Индия. — М., 1998.
- Островская Е.П. Буддийский философский трактат как объект межкультурного взаимодействия // Взаимодействие и взаимовлияние цивилизаций и культур на Востоке. III Всесоюзная конференция востоковедов. // Тезисы докладов и сообщений (Душанбе, 16—18 мая 1988 г.). — М., 1988.
- Островская Е.П. Об истолковании терминов samanya и visesa в «Тарка-санграхе» Аннамбхатты // Литература и культура древней и средневековой Индии. — М., 1987.
- Рудой В.И., Островская Е.П. О специфике историко-философского подхода к изучению индийских классических религиозно-философских систем // Методологические проблемы изучения истории философии зарубежного Востока // «Наука» ГРВЛ. — М., 1987.
- Островская Е.П. Стадиально различные исторические типы мышления в «Энциклопедии Абхидхармы» Васубандху // Тезисы Всесоюзной буддологической конференции. — М., 1987.

### Статьи на иностранных языках
- Ostrovskaya E.P., Rudoy V.I. The Lotus Sutra and Buddhist Philosophy in Russia on the Eve of the Third Millenium :  [англ.] // The Journal of Oriental Studies. — Tokyo, 1998. — Т. 37, № 1.
- Ostrovskaya E.P. Syneretic Nyaya-Vaisesika in Annam Bhatta’s Tarkasangraha and Tarkadipika :  [англ.] // History of Indian Philosophy. A Russian Viewpoint. New Delhi. “Indian Council of Philosophical Research”. — 1993.

## Признание заслуг
- Премия Правительства Санкт-Петербурга за выдающиеся научные результаты в области науки и техники в 2023 году. Номинация филологические науки — премия имени С. Ф. Ольденбурга (Постановление Правительства Санкт-Петербурга от 23.05.2023 № 483). «За выдающиеся результаты в области исследований санскритских религиозно-философских текстов и развитие новых методов изучения письменного наследия буддизма».